# Benguela
Benguela (tidigare Benguella) är en stad i västra Angola, söder om Luanda och huvudstad i provinsen Benguela och kommunen Benguela. Staden grundades 1617 av portugiserna och har idag 555 000 invånare 2014. 
Staden var en viktig exporthamn för slavar till Kuba och Brasilien. Under början av 1900-talet var Benguela centrum för handel med gummi och vax, men minskade i betydelse vid mitten av 1900-talet. Senare var Benguela främst centrum för produktion av sockerrör.